# Саламанка (Саламанка, Гванахуато)
Саламанка (шп. Salamanca) насеље је у Мексику у савезној држави Гванахуато у општини Саламанка. Насеље се налази на надморској висини од 1711 м.

## Становништво
Према подацима из 2010. године у насељу је живело 160169 становника.

### Хронологија
| Година       | 2000                   | 2005                   | 2010                   |
| ------------ | ---------------------- | ---------------------- | ---------------------- |
| Становништво | 137000 (66062 / 70938) | 143838 (69083 / 74755) | 160169 (77526 / 82643) |

### Попис
| \| \| м \| \| \| ж \| \| 0—2 \| 3.927 \| \| \| 3.774 \| \| 3—5 \| 4.130 \| \| \| 4.092 \| \| 6—11 \| 8.867 \| \| \| 8.519 \| \| 12—14 \| 4.421 \| \| \| 4.282 \| \| 15—17 \| 4.592 \| \| \| 4.353 \| \| 18—24 \| 9.795 \| \| \| 9.969 \| \| 60+ \| 7.059 \| \| \| 8.234 \| \| Просек : \| 29,9 \| \| \| 31,2 \| |       |  |  |       |
| |       |  |  |       |
| | м     |  |  | ж     |
| 0—2 | 3.927 |  |  | 3.774 |
| 3—5 | 4.130 |  |  | 4.092 |
| 6—11 | 8.867 |  |  | 8.519 |
| 12—14 | 4.421 |  |  | 4.282 |
| 15—17 | 4.592 |  |  | 4.353 |
| 18—24 | 9.795 |  |  | 9.969 |
| 60+ | 7.059 |  |  | 8.234 |
| Просек : | 29,9  |  |  | 31,2  |

| #   | Индикатор                                                                                        | Вредност |
| --- | ------------------------------------------------------------------------------------------------ | -------- |
| 1   | Становништво од 0 до 2 године                                                                    | 7701     |
| 2   | Мушко становништво од 0 до 2 године                                                              | 3927     |
| 3   | Женско становништво од 0 до 2 године                                                             | 3774     |
| 4   | Становништво са 3 и више година                                                                  | 151194   |
| 5   | Мушко становништво са 3 и више година                                                            | 72964    |
| 6   | Женско становништво са 3 и више година                                                           | 78230    |
| 7   | Становништво са 5 и више година                                                                  | 145693   |
| 8   | Мушко становништво са 5 и више година                                                            | 70207    |
| 9   | Женско становништво са 5 и више година                                                           | 75486    |
| 10  | Становништво са 12 и више година                                                                 | 125586   |
| 11  | Мушко становништво са 12 и више година                                                           | 59967    |
| 12  | Женско становништво са 12 и више година                                                          | 65619    |
| 13  | Становништво са 15 и више година                                                                 | 116883   |
| 14  | Мушко становништво са 15 и више година                                                           | 55546    |
| 15  | Женско становништво са 15 и више година                                                          | 61337    |
| 16  | Становништво са 18 и више година                                                                 | 107938   |
| 17  | Мушко становништво са 18 и више година                                                           | 50954    |
| 18  | Женско становништво са 18 и више година                                                          | 56984    |
| 19  | Становништво од 3 до 5 година                                                                    | 8222     |
| 20  | Мушко становништво од 3 до 5 година                                                              | 4130     |
| 21  | Женско становништво од 3 до 5 година                                                             | 4092     |
| 22  | Становништво од 6 до 11 година                                                                   | 17386    |
| 23  | Мушко становништво од 6 до 11 година                                                             | 8867     |
| 24  | Женско становништво од 6 до 11 година                                                            | 8519     |
| 25  | Становништво од 8 до 14 година                                                                   | 20559    |
| 26  | Мушко становништво од 8 до 14 година                                                             | 10438    |
| 27  | Женско становништво од 8 до 14 година                                                            | 10121    |
| 28  | Становништво од 12 до 14 година                                                                  | 8703     |
| 29  | Мушко становништво од 12 до 14 година                                                            | 4421     |
| 30  | Женско становништво од 12 до 14 година                                                           | 4282     |
| 31  | Становништво од 15 до 17 година                                                                  | 8945     |
| 32  | Мушко становништво од 15 до 17 година                                                            | 4592     |
| 33  | Женско становништво од 15 до 17 година                                                           | 4353     |
| 34  | Становништво од 18 до 24 године                                                                  | 19764    |
| 35  | Мушко становништво од 18 до 24 године                                                            | 9795     |
| 36  | Женско становништво од 18 до 24 године                                                           | 9969     |
| 37  | Женско становништво од 15 до 49 година                                                           | 45180    |
| 38  | Становништво са 60 и више година                                                                 | 15293    |
| 39  | Мушко становништво са 60 и више година                                                           | 7059     |
| 40  | Женско становништво са 60 и више година                                                          | 8234     |
| 41  | Однос између мушкараца и жена                                                                    | 93.81    |
| 42  | Становништво од нуле до 14 година                                                                | 42012    |
| 43  | Становништво од 15 до 64 године                                                                  | 106707   |
| 44  | Становништво од 65 година и више                                                                 | 10176    |
| 45  | Просечан број деце                                                                               | 2.15     |
| 46  | Становништво рођено у ентитету                                                                   | 141139   |
| 47  | Мушко становништво рођено у ентитету                                                             | 68237    |
| 48  | Женско становништво рођено у ентитету                                                            | 72902    |
| 49  | Становништво рођено у другом ентитету                                                            | 17073    |
| 50  | Мушко становништво рођено у другом ентитету                                                      | 8282     |
| 51  | Женско становништво рођено у другом ентитету                                                     | 8791     |
| 52  | Становништво од 5 година и више резидентно у ентитету у јуну 2005. године                        | 142459   |
| 53  | Мушко становништво старосног доба од 5 година и више, резидентно у ентитету у јуну 2005. године  | 68432    |
| 54  | Женско становништво старосног доба од 5 и више година, резидентно у ентитету у јуну 2005. године | 74027    |
| 55  | Становништво од 5 година и више које је живело у другом ентитету у јуну 2005. године             | 1903     |
| 56  | Мушко становништво старије од 5 година које је живело у другом ентитету у јуну 2005. године      | 963      |
| 57  | Женско становништво старије од 5 година које је живело у другом ентитету у јуну 2005. године     | 940      |
| 58  | Становништво од 3 године и више које говори аутохтони језик                                      | 216      |
| 59  | Мушко становништво старо 3 године и више које говори аутохтони језик                             | 109      |
| 60  | Женско становништво старо 3 године и више које говори аутохтони језик                            | 107      |
| 61  | Становништво од 3 године и више које говори аутохтони језик и не говори шпански језик            | 1        |
| 62  | Мушко становништво старо 3 године и више које говори аутохтони језик и не говори шпански         | 1        |
| 63  | Женско становништво старо 3 године и више које говори аутохтони језик и не говори шпански језик  | 0        |
| 64  | Становништво старо 3 године и више које говори аутохтони језик и шпански                         | 96       |
| 65  | Мушко становништво старо 3 године и више које говори аутохтони језик и шпански                   | 54       |
| 66  | Женско становништво старо 3 године и више које говори аутохтони језик и шпански                  | 42       |
| 67  | Становништво од 5 година и више које говори аутохтони језик                                      | 210      |
| 68  | Становништво од 5 година и више које говори аутохтони језик и не говори шпански језик            | 0        |
| 69  | Становништво од 5 година и више које говори аутохтони језик и говори шпански језик               | 95       |
| 70  | Становништво у домородачким домаћинствима                                                        | 464      |
| 71  | Становништво са ограничењима у активностима                                                      | 5199     |
| 72  | Становништво са ограниченим ходањем или кретањем, горе или доле                                  | 3126     |
| 73  | Становници са ограничењима вида, чак и уз кориштење сочива                                       | 1276     |
| 74  | Становништво са ограничењима говора, комуникације или конверзације                               | 416      |
| 75  | Становништво са ограниченим слухом                                                               | 454      |
| 76  | Становништво са ограничењима при одевању, купању или јелу                                        | 351      |
| 77  | Становништво са ограничењима у опажању или учењу једноставних ствари                             | 225      |
| 78  | Становништво са менталним ограничењима                                                           | 481      |
| 79  | Становништво без ограничења активности                                                           | 153074   |
| 80  | Становништво од 3 до 5 година које не похађа школу                                               | 3505     |
| 81  | Мушко становништво од 3 до 5 година које не похађа школу                                         | 1747     |
| 82  | Женско становништво од 3 до 5 година које не похађа школу                                        | 1758     |
| 83  | Становништво од 6 до 11 година које не похађа школу                                              | 366      |
| 84  | Мушко становништво од 6 до 11 година које не похађа школу                                        | 174      |
| 85  | Женско становништво од 6 до 11 година које не похађа школу                                       | 192      |
| 86  | Становништво од 12 до 14 година које не похађа школу                                             | 498      |
| 87  | Мушко становништво од 12 до 14 година које не похађа школу                                       | 257      |
| 88  | Женско становништво од 12 до 14 година које не похађа школу                                      | 241      |
| 89  | Становништво од 15 до 17 година похађа школу                                                     | 6545     |
| 90  | Мушко становништво од 15 до 17 година похађа школу                                               | 3343     |
| 91  | Женско становништво између 15 и 17 година живота у школи                                         | 3202     |
| 92  | Становништво од 18 до 24 године похађа школу                                                     | 6490     |
| 93  | Мушко становништво од 18 до 24 године похађа школу                                               | 3350     |
| 94  | Женско становништво од 18 до 24 године похађа школу                                              | 3140     |
| 95  | Становништво од 8 до 14 година које не може да чита и пише                                       | 246      |
| 96  | Мушко становништво старосног доба од 8 до 14 година које не може да чита и пише                  | 136      |
| 97  | Женско становништво старосног доби од 8 до 14 година које не може да чита и пише                 | 110      |
| 98  | Становништво од 15 година и више које је неписмено                                               | 4462     |
| 99  | Мушко становништво од 15 година и више које је неписмено                                         | 1494     |
| 100 | Женско становништво од 15 година и више које је неписмено                                        | 2968     |
| 101 | Становништво старо 15 и више година без школовања                                                | 6428     |
| 102 | Мушко становништво старо 15 и више година без школовања                                          | 2478     |
| 103 | Женско становништво старо 15 и више година без школовања                                         | 3950     |
| 104 | Становништво старосног доба 15 и више година са непотпуним основним образовањем                  | 8525     |
| 105 | Мушко становништво старосног доба од 15 година и више са непотпуном основним образовањем         | 3434     |
| 106 | Женско становништво старосног доба 15 и више година са непотпуном основним образовањем           | 5091     |
| 107 | Становништво старо 15 и више година са комплетним основним образовањем                           | 18375    |
| 108 | Мушко становништво старо 15 година и више са комплетним основним образовањем                     | 8249     |
| 109 | Женско становништво старо 15 и више година са комплетним основним образовањем                    | 10126    |
| 110 | Становништво старосног доба 15 и више година са непотпуним средњим образовањем                   | 5603     |
| 111 | Мушко становништво старосног доба од 15 година и више са непотпуним средњим образовањем          | 3139     |
| 112 | Женско становништво старосног доба од 15 година и више са непотпуним средњим образовањем         | 2464     |
| 113 | Становништво старо 15 и више година са пуним секундарном образовањем                             | 28118    |
| 114 | Мушко становништво старосног доба од 15 година и више са пуним секундарном образовањем           | 14520    |
| 115 | Женско становништво старосног доба од 15 година и више са пуним секундарном образовањем          | 13598    |
| 116 | Становништво старије од 18 година са постосновним образовањем                                    | 44829    |
| 117 | Мушко становништво старије од 18 година са постосновним образовањем                              | 21699    |
| 118 | Женско становништво старије од 18 година са постосновним образовањем                             | 23130    |
| 119 | Просечна оцена школовања                                                                         | 9.37     |
| 120 | Просечан ниво образовања мушке популације                                                        | 9.6      |
| 121 | Просечан ниво образовања женског становништва                                                    | 9.15     |
| 122 | Економски активно становништво                                                                   | 64066    |
| 123 | Економски активна мушка популација                                                               | 41388    |
| 124 | Економски активна женска популација                                                              | 22678    |
| 125 | Становништво које није економски активно                                                         | 61143    |
| 126 | Мушко становништво које није економски активно                                                   | 18361    |
| 127 | Женско становништво које није економски активно                                                  | 42782    |
| 128 | Запослено становништво                                                                           | 59834    |
| 129 | Запослено мушко становништво                                                                     | 38038    |
| 130 | Запослено женско становништво                                                                    | 21796    |
| 131 | Незапослена популација                                                                           | 4232     |
| 132 | Незапослена мушка популација                                                                     | 3350     |
| 133 | Незапослена женска популација                                                                    | 882      |
| 134 | Становништво без права на здравствене услуге                                                     | 40843    |
| 135 | Становништво које има право на здравствене услуге                                                | 117738   |
| 136 | Становништво које има право на ИМСС                                                              | 55235    |
| 137 | Становништво које има право на социјално осигурање                                               | 8252     |
| 138 | Становништво које има право на државно социјално осигурање                                       | 616      |
| 139 | Становништво које има право на опште осигурање или здравствено осигурање за нову генерацију      | 26936    |
| 140 | Становништво које је било једном или није било у браку током 12 година и више                    | 42572    |
| 141 | Венчано или уједињено становништво од 12 година и више                                           | 71269    |
| 142 | Становништво које је било у браку или уједињено 12 година и више                                 | 11574    |
| 143 | Становништво са католичком религијом                                                             | 145175   |
| 144 | Протестанти, еванђелисти и библијски следбеници различити од еванђелиста                         | 9312     |
| 145 | Становништво са другим религијама различитим од претходних                                       | 33       |
| 146 | Становништво без религије                                                                        | 3013     |
| 147 | Укупно пописаних домаћинства                                                                     | 40350    |
| 148 | Пописна домаћинства на челу са мушкарцима                                                        | 30923    |
| 149 | Пописна домаћинства на челу са женама                                                            | 9427     |
| 150 | Становништво у пописним домаћинствима                                                            | 158861   |
| 151 | Становништво у пописним домаћинствима на челу са мушкарцима                                      | 126574   |
| 152 | Становништво у пописним домаћинствима на челу са женама                                          | 32287    |
| 153 | Укупно домаћинстава                                                                              | 47052    |
| 154 | Укупно насељених домаћинстава                                                                    | 40760    |
| 155 | Укупно приватних кућа                                                                            | 46642    |
| 156 | Насељени приватни домови                                                                         | 40350    |
| 157 | Укупно насељених приватних кућа                                                                  | 40752    |
| 158 | Ненасељене приватне куће                                                                         | 5110     |
| 159 | Појединачна домаћинства за привремену употребу                                                   | 1182     |
| 160 | Становници у насељеним приватним кућама                                                          | 158861   |
| 161 | Насељеност станара у приватним становима                                                         | 3.94     |
| 162 | Просечно становника по соби у приватним насељеним домаћинствима                                  | 0.87     |
| 163 | Појединачна домаћинства са подовима од различитих материјала од земље                            | 39204    |
| 164 | Појединачна домаћинства у приземљу                                                               | 955      |
| 165 | Појединачна домаћинства са једном спаваћом собом                                                 | 8992     |
| 166 | Појединачна домаћинства са две спаваће собе и више                                               | 31266    |
| 167 | Појединачна домаћинства са једним собом                                                          | 758      |
| 168 | Појединачна домаћинства са две собе                                                              | 2969     |
| 169 | Појединачна домаћинства са 3 собе и више                                                         | 36469    |
| 170 | Појединачна домаћинства која имају електрично светло                                             | 40140    |
| 171 | Појединачна домаћинства која немају електрично светло                                            | 147      |
| 172 | Појединачна домаћинства која имају водоводну воду у стамбеном простору                           | 39450    |
| 173 | Појединачна домаћинства која немају водоводну воду у стамбеном простору                          | 771      |
| 174 | Појединачна домаћинства која имају тоалет                                                        | 40036    |
| 175 | Појединачна домаћинства која имају канализацију                                                  | 39808    |
| 176 | Појединачна домаћинства која немају канализацију                                                 | 401      |
| 177 | Појединачна домаћинства која имају електрично светло, довод воде из јавне мреже и канализацију   | 39116    |
| 178 | Појединачна домаћинства без икаквих услова                                                       | 132      |
| 179 | Појединачна домаћинства која имају радио                                                         | 35266    |
| 180 | Појединачна домаћинства која имају телевизор                                                     | 39700    |
| 181 | Појединачна домаћинства која имају фрижидер                                                      | 38235    |
| 182 | Појединачна домаћинства која имају машину за веш                                                 | 35538    |
| 183 | Појединачна домаћинства која имају аутомобил или комби                                           | 24417    |
| 184 | Појединачна домаћинства која имају рачунар                                                       | 16350    |
| 185 | Појединачна домаћинства која имају фиксну телефонску линију                                      | 22716    |
| 186 | Појединачна домаћинства која имају мобилни телефон                                               | 31687    |
| 187 | Појединачна домаћинства која имају приступ интернету                                             | 12097    |
| 188 | Величина локације                                                                                | 11       |